# Mycena lividorubra
Mycena lividorubra är en svampart som beskrevs av Segedin 1991. Mycena lividorubra ingår i släktet Mycena och familjen Mycenaceae.   Inga underarter finns listade i Catalogue of Life.